# Wielka Suszanka
Wielka Suszanka – potok, prawy dopływ Raby o długości 6,25 km. Zlewnia potoku znajduje się w obrębie miejscowości Pcim, w województwie małopolskim, w powiecie myślenickim, w gminie Pcim
Wielka Suszanka spływa z północno-zachodnich zboczy Pasma Lubomira i Łysiny. Wododział Wielkiej Suszanki tworzą dwa boczne grzbiety odchodzące od głównej grani Pasma Lubomira i Łysiny. Od zachodniej strony jest to grzbiet odchodzący od polany Nad Nowinami w południowo-zachodnim kierunku poprzez Banię, od wschodniej grzbiet odchodzący od Trzech Kopców poprzez Przysłoń, Patryję i Kamionkę. Najwyżej położone źródła znajdują się na wysokości około 590 m n.p.m. Wszystkie dopływy potoku spływają przez obszary częściowo porośnięte lasem, częściowo zabudowane. Wielka Suszanka uchodzi do Raby na wysokości około 328 m, tuż poniżej ujścia Krzczonówki. Jej dopływami są Mała Suszanka i Średnia Suszanka.